# أليس بومان
تشغل أليس بومان (المولودة عام 1960) منصب مدير العمليات في بعثة نيوهورايزنز إلى كوكب بلوتو. وهي أول امرأة تشغل هذا المنصب في مختبر الفيزياء التطبيقية. تولت المنصب عام 2002 بهدف إدارة البعثة خلال الرحلة الفضائية المُقدرة بثلاثة مليارات ميل، أي ما يعادل 48.3 مليون كيلومتر في الفضاء.

## النشأة والتعليم
نشأت بومان في ريتشموند بولاية فيرجينيا. تأثرت في سن مبكرة ببرنامج جيمناي (برنامج الجوزاء)، وفي عام 1969 شاهدت هبوط أبولو 11 على سطح القمر.  درست بومان الفيزياء والكيمياء في الجامعة، وحصلت على درجة البكالوريوس من جامعة فيرجينيا.

## العمل
عملت بدايةً في صناعة الأسلحة وتحليل أجهزة الكشف بالأشعة تحت الحمراء وتطوير عقاقير مضادة للسرطان. انضمت إلى مختبر الفيزياء التطبيقية للعمل كمهندسة بهدف العمل على تتبع الصواريخ الباليستية الخارجية.
وهي عضو في فريق العمل الإداري في مختبر الفيزياء التطبيقية في جامعة جونز هوبكنز، وتشرف على مجموعة عمليات البعثة الفضائية التابعة للجامعة ومديرة عمليات البعثة في مركز عمليات البعثة في مشروع نيو هورايزنز. تحتضن بومان منصب مديرة العمليات بالمعنى الأشمل للكلمة، كفيزيائية وقائدة فضاء وأم، تقود بومان فريقًا من حوالي 40 شخصًا، وتُقّيم بنفسها كل معلومة يرسلها المركز إلى طاقم الفضاء قبل إرسالها. قبل عشرة أيام من موعد لقاء كوكب بلوتو، تطلّب الأمر إعطاء أكثر من 20.000 أمر قورنت الدقة المطلوبة لتحقيق ذلك بالدقة اللازمة لإدخال كرة الغولف في الحفرة من الضربة الأولى.

## العضوية
بومان زميل مساعد في المعهد الأمريكي للملاحة الجوية والفضائية ولجنة سبيس أُوبس الدولية.

## الجوائز
سُمّي الكويكب 146040 أليس بومان باسمها، اكتشف مارك بُوِي هذا الكويكب في مرصد كيت بيك الوطني في العام 2000. نُشر الاقتباس الرسمي للتسمية من قبل مركز ماينور بلانيت سنتر في 11 يوليو 2018.

## الحياة الشخصية
بومان متزوجة ولها ابن واحد، تعزف على آلتي الكلارينيت وغيتار البيس في وقت الفراغ، ولها اهتمام خاص بموسيقى البلوغراس.